# Clube Atlético Sorriso
Clube Atlético Sorriso é um clube brasileiro de futebol da cidade de Sorriso, no estado de Mato Grosso.

## Títulos

### Estaduais
- Campeonato Mato-Grossense - 3ª Divisão: 2003.